# Castrignano del Capo
Castrignano del Capo é uma comuna italiana da região da Puglia, província de Lecce, com cerca de 5.474 habitantes. Estende-se por uma área de 20 km², tendo uma densidade populacional de 274 hab/km². Faz fronteira com Alessano, Gagliano del Capo, Morciano di Leuca, Patù.

## Demografia
| Variação demográfica do município entre 1861 e 2011                               |
|                                                                                   |
| Fonte: Istituto Nazionale di Statistica (ISTAT) - Elaboração gráfica da Wikipedia |